# Brand in Hotel 't Silveren Seepaerd

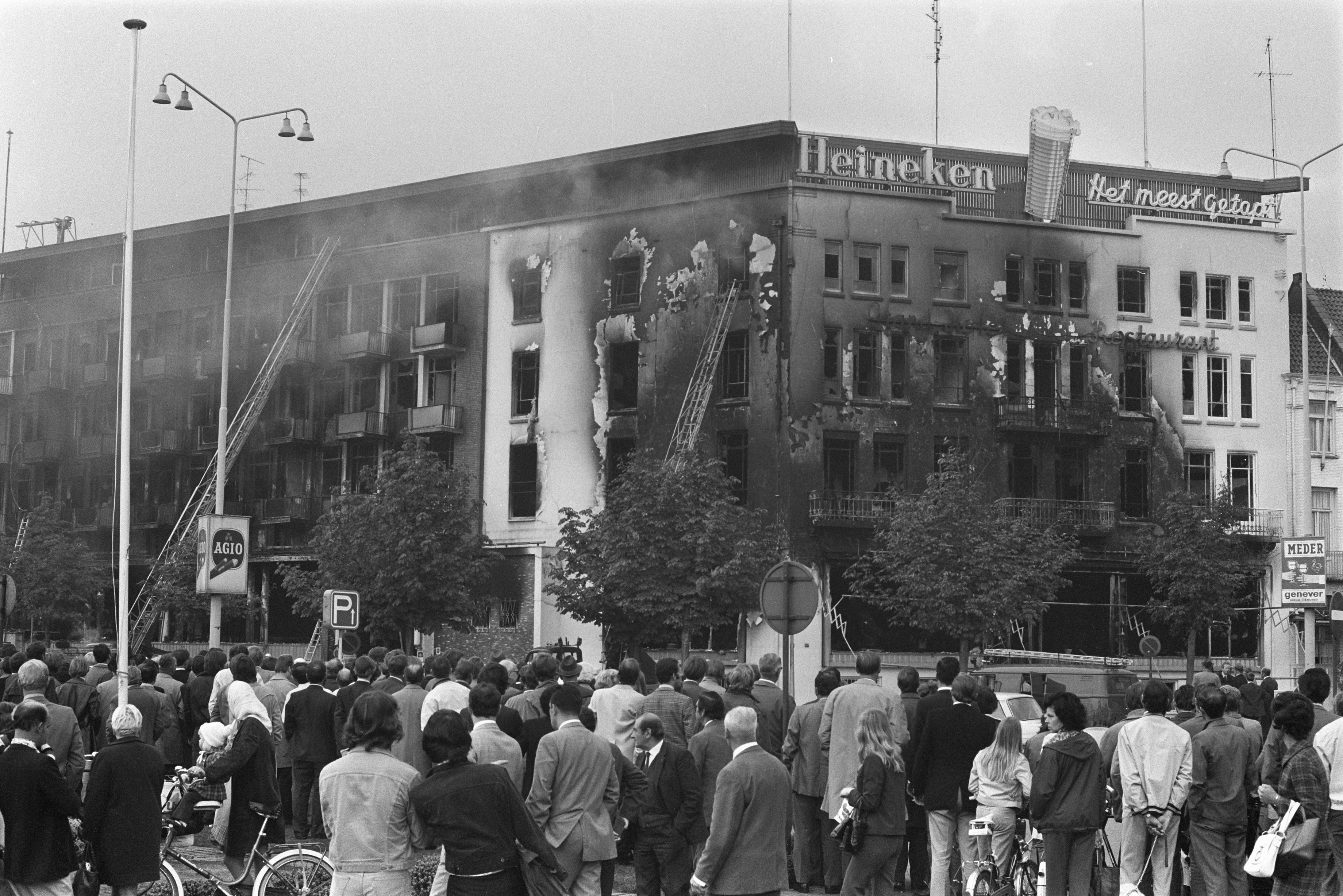
't Silveren Seepaerd net na de brand

De brand in Hotel 't Silveren Seepaerd vond in de nacht van 28 september 1971 plaats in Eindhoven. 
Hotel 't Silveren Seepaerd was een hotel-restaurant aan het Stationsplein. De brand in het hotel brak 's nachts uit. Door flashover breidde de brand, die begon op de begane grond, zich razendsnel uit over het vier verdiepingen tellende hotel. De vluchtwegen in het hotel waren slecht aangegeven en door de enorme rookontwikkeling was ontsnappen uit het hotel vrijwel onmogelijk. Van de 86 in het hotel aanwezige gasten kwamen er elf om door de brand, waarvan twee ten gevolge van hun vluchtpoging. Negentien gasten raakten (ernstig) gewond.
De dag ervoor was juist het voetbalelftal van Chemie Halle uit de DDR in het hotel ingetrokken. Zij hadden op de 15e september (gelijk) gespeeld tegen PSV in de eerste ronde van de Europacup III in Halle. Een van de spelers, Wolfgang Hoffmann, kwam om bij de brand. De terugwedstrijd in ‘s-Hertogenbosch (op neutraal terrein, vanwege een UEFA straf voor PSV vanwege het gooien van een bierblikje op een grensrechter in het duel met Real Madrid het seizoen ervoor) werd niet meer gespeeld. 
De oorzaak van de brand is nooit opgehelderd. Om ongeveer half zes in de morgen zag een buschauffeur brand in het restaurant van het hotel. De chauffeur waarschuwde de portier, maar er was toen al zoveel rookontwikkeling dat ze het hotel niet verder in durfden te gaan. Even later was de brandweer ter plaatse. Verschillende gasten hingen uit hun ramen en op straat lag een aantal mensen die uit hun hotelraam waren gesprongen. De brandweer concentreerde zich eerst op het redden van de hotelgasten, alvorens met blussen te beginnen. Pas om kwart voor acht 's ochtends was de brand onder controle. Het nablussen duurde nog de hele dag.
De brand in 't Silveren Seepaerd leidde in Nederland tot strengere brandvoorschriften voor hotels en restaurants. Het hotel werd niet herbouwd. Tegenwoordig bevindt zich op de plaats van het hotel een appartementencomplex.
Op 28 april 2006 speelde PSV een vriendschappelijke wedstrijd, in en tegen Halle, ter nagedachtenis aan de brand. In 2021 werd in Halle een gedenksteen ter nagedachtenis van de brand onthuld.

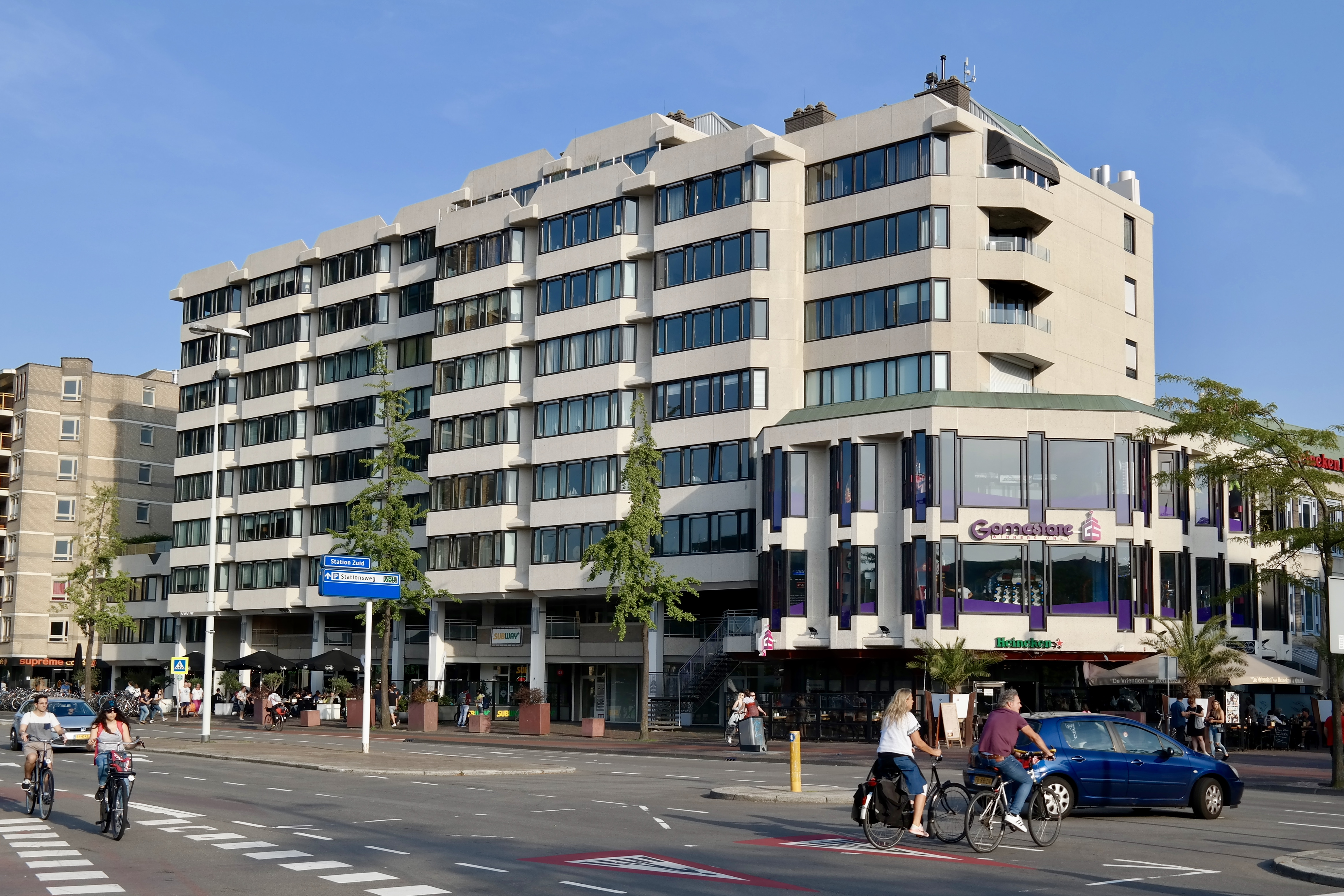
Gebouw Seepaerdstad verving Hotel 't Silveren Seepaerd
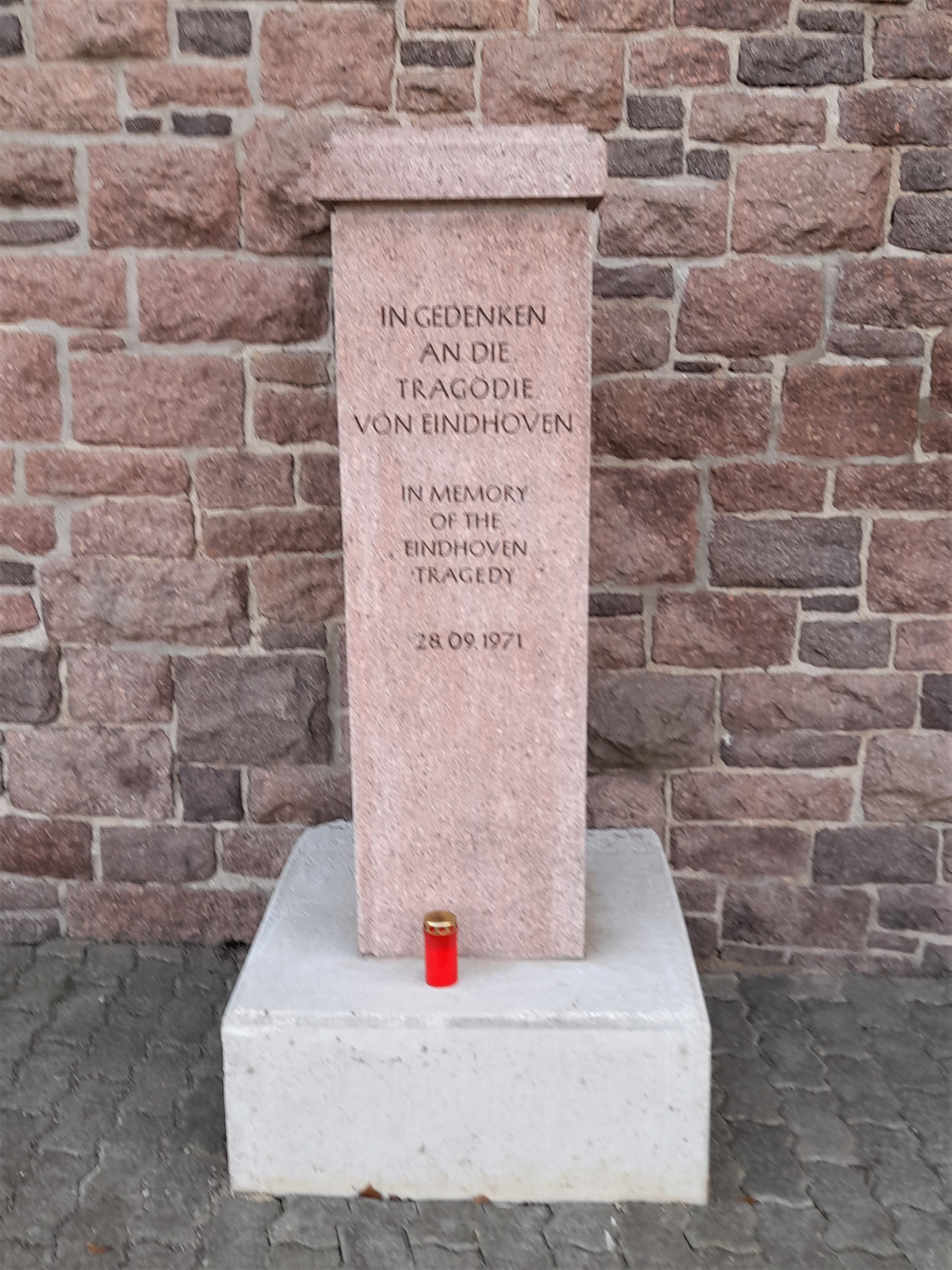
Gedenksteen in Halle